# Quai des Tuileries
Le quai des Tuileries est un quai situé le long de la rive droite de la Seine, à Paris, dans le 1er arrondissement, qui commence passerelle Léopold-Sédar-Senghor et finit place de la Concorde.

## Situation et accès
Les véhicules y circulent en sens unique depuis la place de la Concorde vers l'est. 
Avant 2016, le tunnel des Tuileries permettait aux véhicules d'accéder à la voie sur berge de la rive droite de la Seine, aujourd'hui réservée aux piétons.

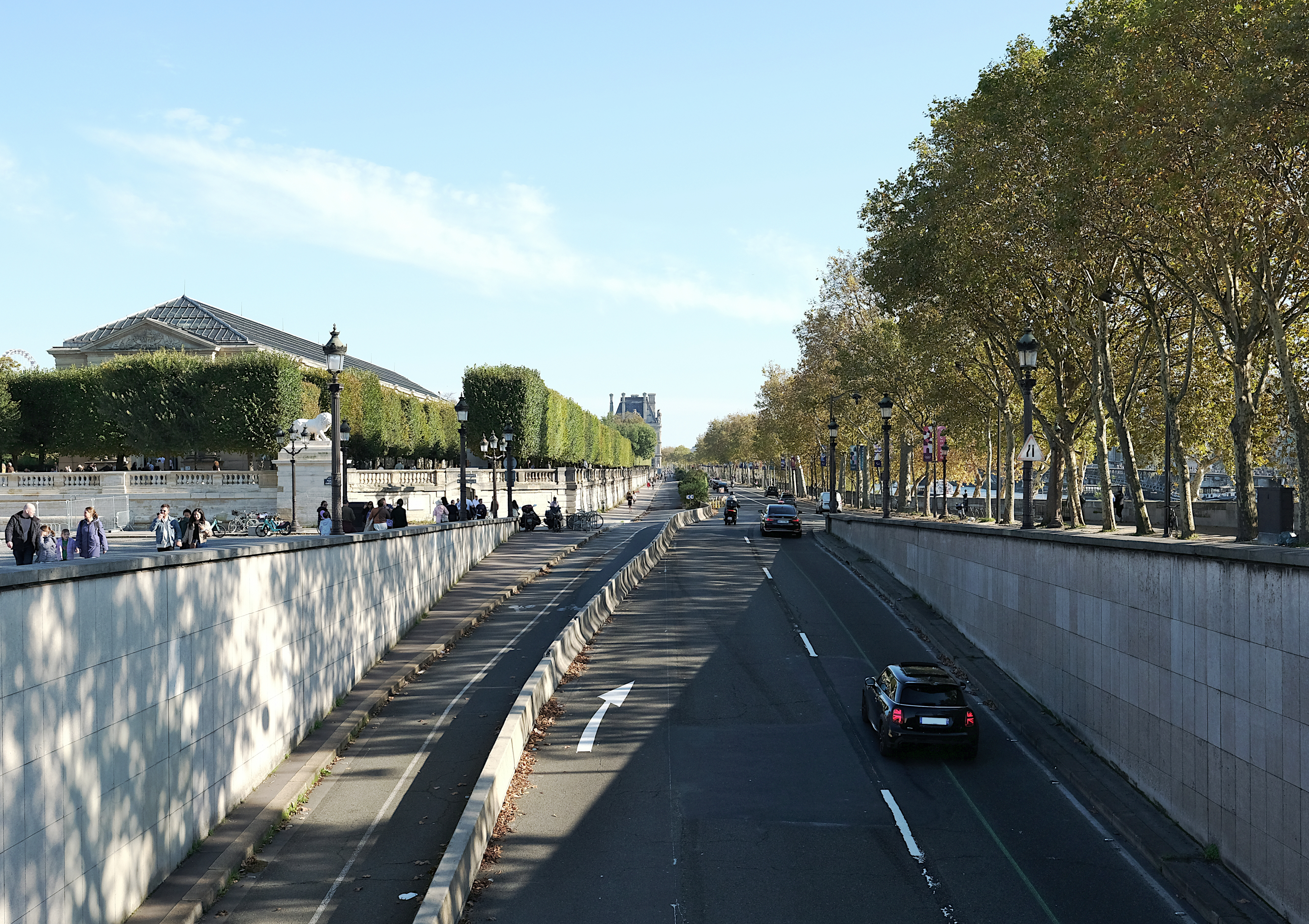
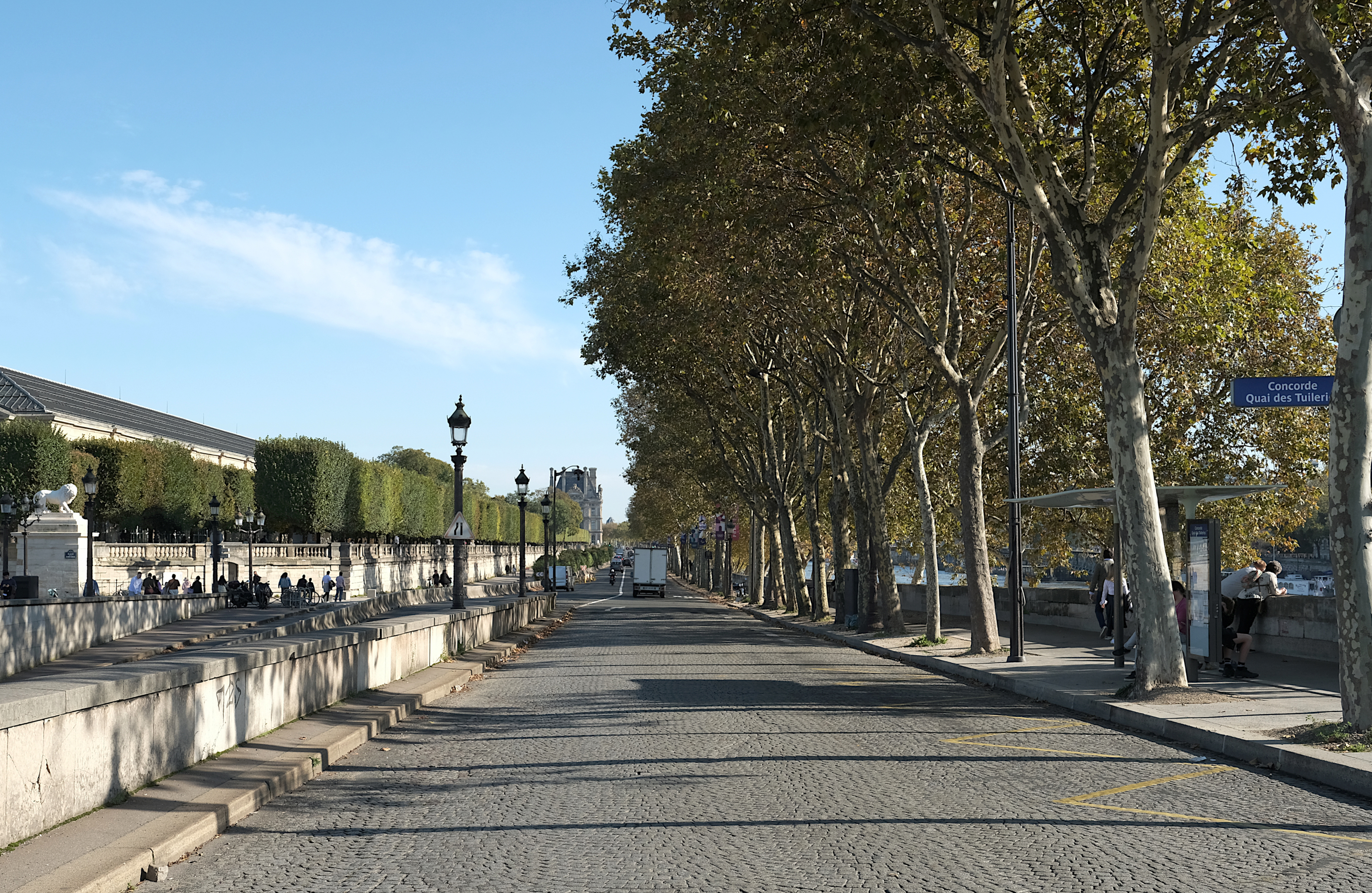

## Origine du nom
Il porte son nom en raison du voisinage de l'ancien palais des Tuileries.

## Historique
Jusqu'en 1730, il existait à cet endroit un chemin étroit entre la Seine et les fossés du jardin des Tuileries. En 1731, le roi ordonne la démolition de la porte de la Conférence et le tracè d'un chemin plus large. En 1806, Napoléon fait élever un mur de quai.
Une partie du quai des Tuileries, située à l'est de l'avenue du Général-Lemonnier, a été réunie en 2003 à une partie du quai du Louvre pour former le quai François-Mitterrand.

## Pour approfondir